# Schnuppe

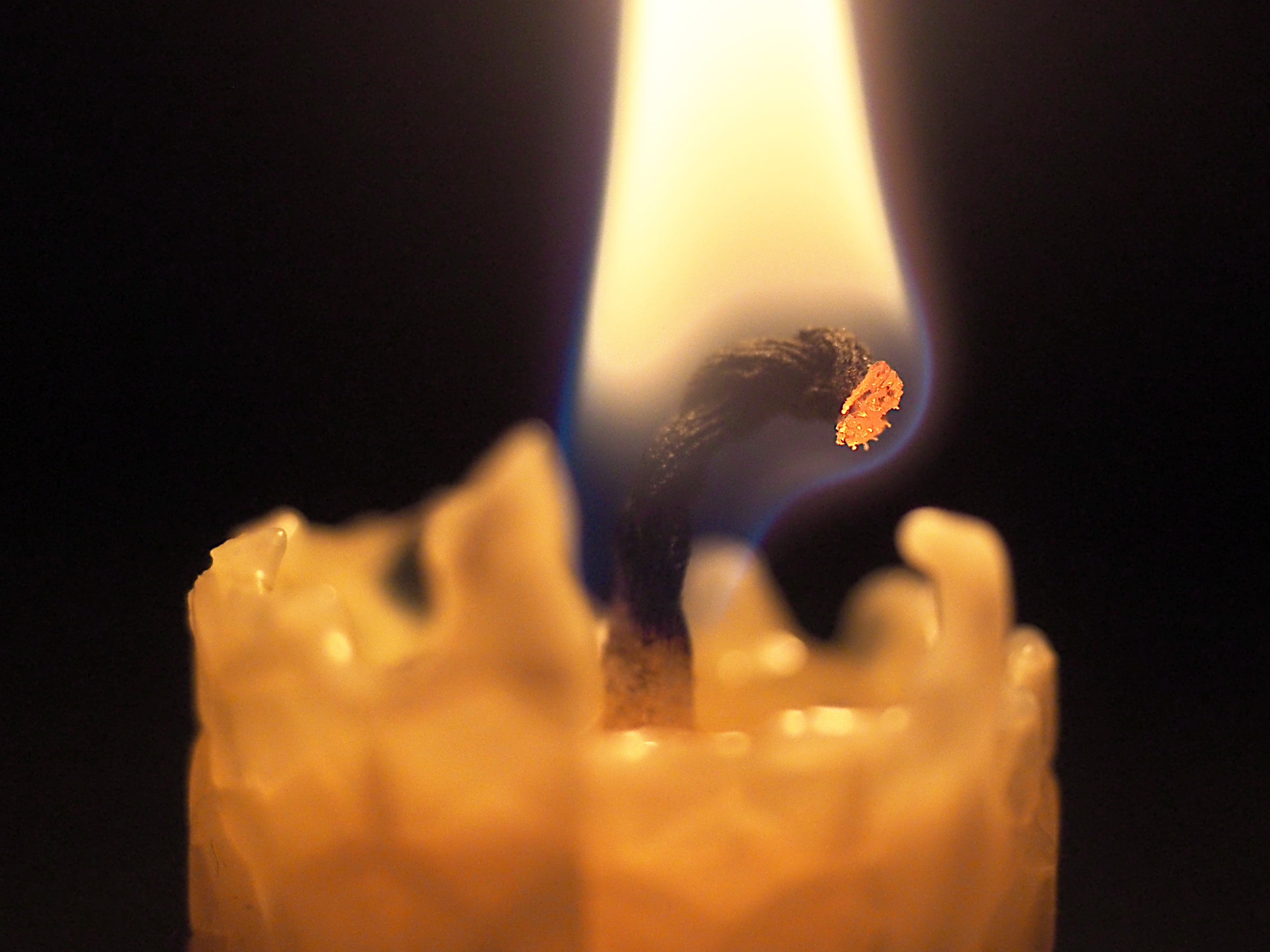
Kerzenflamme mit kurzer Schnuppe

Schnuppe bezeichnet das verkohlte, glühend abstehende Dochtende einer brennenden Kerze, das üblicherweise abgeschnitten wird, damit die Kerze nicht rußt. Um sich hierbei nicht zu verbrennen und um die Schnuppe nicht herunterfallen zu lassen, sondern zu „schneuzen“, verwendet man die speziell dafür bestimmte Dochtschere.
Eine weitere, heute vergessene Bedeutung des Wortes ist eine Erkältungskrankheit: der Schnupfen. So heißt es in einem Kräuterbuch 1656 über das Harz des Styraxbaumes: „Styrax, Styracks- oder Storacksbaum [...]. Hiervon kompt Storax calamita, welches die Schnuppe/ Flüsse und Heiserkeit vertreibet: Wird unter die Rauchpulver genommen.“

## Einfluss auf die Umgangssprache
Von der herabfallenden glühenden „Schnuppe“, die bei den damaligen Kerzen ein Brandrisiko darstellte, ist die Bezeichnung Sternschnuppe für einen am Nachthimmel aufglühenden Meteor abgeleitet. Das beruht auf der „volkstümlichen vorstellung, dasz es sich beim sternschnuppenfall um eine säuberung des gestirnes handele, vergleichbar dem reinigen des lichtes mit der lichtschere oder der nase durch räuspern.“
Die abwertende Redewendung „das ist mir schnuppe“ (so viel wie „das ist mir egal“) ist entstanden, um etwas als wertlos und gleichgültig (wie ein solches Dochtende) abzutun.